# Судинний тонус
Суди́нний то́нус — стан тривалого збудження гладеньких м'язів судин, що проявляється відповідною інтенсивністю їх скоротливої активності і не супроводжується розвитком втоми.

## Значення для організму
В умовах цілого організму тонус судин підтримується:
- реакцією гладких м'язів на розтягування тиском крові
- постійно утворюваними в тканинах вазоактивними метаболітами
- циркулюючими в крові гуморальними факторами
- тонічними імпульсами, що надходять нервами — у стані фізіологічного спокою постійно судинноруховими центрами до судин надходять імпульси з частотою 1-3 за 1 с.

## Фізіологія
Вираженість тонусу в кожному відділі судинної системи різна. Наприклад, тонус судин шкіри менший, ніж тонус скелетних м'язів. Основою тонічного напруження є фізіологічні властивості власне гладком'язових клітин і їх реакції на зовнішні впливи. Частина гладком'язових клітин має пейсмекерну активність. Вона найбільше виражена в артеріальних судинах, особливо в їх резистивному відділі. Спонтанна деполяризація цих клітин, поширюючись на сусідні клітини, створює так званий базальний тонус.
Чутливість до зовнішніх впливів у різних м'язів не однакова. За реакцією судинної стінки можна виділити щонайменше два типи м'язових клітин:
- тонічні
- фазні

Чутливішими до зовнішніх подразників є фазні м'язи. В цілому ж тонус судин зумовлюється інтеграцією базального тонусу і фазних скорочень.